# Diocesi di Farafangana
La diocesi di Farafangana (in latino Dioecesis Farafanganensis) è una sede della Chiesa cattolica in Madagascar suffraganea dell'arcidiocesi di Fianarantsoa. Nel 2023 contava 231.580 battezzati su 1.583.300 abitanti. È retta dal vescovo Marcellin Randriamamonjy.

## Territorio
La diocesi comprende la città di Farafangana, dove si trova la cattedrale del Sacro Cuore.
Il territorio è suddiviso in 29 parrocchie.

## Storia
La diocesi è stata eretta l'8 aprile 1957 con la bolla Sacratissima verba di papa Pio XII, ricavandone il territorio dalla diocesi di Fort-Dauphin (oggi diocesi di Tôlagnaro).
Il 13 aprile 1967 ha ceduto una porzione del suo territorio a vantaggio dell'erezione della diocesi di Ihosy.

## Cronotassi dei vescovi
Si omettono i periodi di sede vacante non superiori ai 2 anni o non storicamente accertati.
- Camille-Antoine Chilouet, C.M. † (24 dicembre 1957 - 25 novembre 1970 deceduto)
- Victor Razafimahatratra, S.I. † (16 gennaio 1971 - 10 aprile 1976 nominato arcivescovo di Tananarive)
- Charles-Remy Rakotonirina, S.I. † (28 ottobre 1976 - 6 agosto 2005 deceduto)
- Benjamin Marc Ramaroson, C.M. (26 novembre 2005 - 27 novembre 2013 nominato arcivescovo di Antsiranana)
  - Sede vacante (2013-2018)[1]
- Gaetano Di Pierro, S.C.I. (3 marzo 2018 - 31 ottobre 2024 ritirato)
- Marcellin Randriamamonjy, dal 31 ottobre 2024

## Statistiche
La diocesi nel 2023 su una popolazione di 1.583.300 persone contava 231.580 battezzati, corrispondenti al 14,6% del totale.
| anno | popolazione | popolazione | popolazione | presbiteri | presbiteri | presbiteri | presbiteri                | diaconi | religiosi | religiosi | parrocchie |
| anno | battezzati  | totale      | %           | numero     | secolari   | regolari   | battezzati per presbitero | diaconi | uomini    | donne     | parrocchie |
| ---- | ----------- | ----------- | ----------- | ---------- | ---------- | ---------- | ------------------------- | ------- | --------- | --------- | ---------- |
| 1970 | 66.291      | 525.000     | 12,6        | 26         | 4          | 22         | 2.549                     |         | 30        | 63        |            |
| 1980 | 50.751      | 618.000     | 8,2         | 26         | 5          | 21         | 1.951                     |         | 27        | 64        | 19         |
| 1990 | 50.656      | 700.000     | 7,2         | 26         | 5          | 21         | 1.948                     |         | 27        | 84        | 19         |
| 1999 | 67.155      | 850.000     | 7,9         | 32         | 9          | 23         | 2.098                     |         | 32        | 94        | 19         |
| 2000 | 69.327      | 900.000     | 7,7         | 37         | 11         | 26         | 1.873                     |         | 32        | 89        | 22         |
| 2001 | 71.015      | 900.000     | 7,9         | 36         | 11         | 25         | 1.972                     |         | 39        | 98        | 22         |
| 2002 | 69.541      | 900.000     | 7,7         | 35         | 11         | 24         | 1.986                     |         | 38        | 97        | 22         |
| 2003 | 67.826      | 900.000     | 7,5         | 36         | 11         | 25         | 1.884                     |         | 33        | 101       | 22         |
| 2004 | 71.487      | 900.000     | 7,9         | 36         | 10         | 26         | 1.985                     |         | 32        | 90        | 23         |
| 2006 | 92.106      | 951.000     | 9,7         | 38         | 11         | 27         | 2.423                     |         | 35        | 98        | 23         |
| 2013 | 120.480     | 1.103.000   | 10,9        | 41         | 16         | 25         | 2.938                     |         | 38        | 142       | 7          |
| 2016 | 165.430     | 1.452.000   | 11,4        | 38         | 10         | 28         | 4.353                     |         | 46        | 145       | 9          |
| 2019 | 179.140     | 1.574.555   | 11,4        | 41         | 14         | 27         | 4.369                     |         | 31        | 150       | 10         |
| 2021 | 194.600     | 1.484.000   | 13,1        | 46         | 11         | 35         | 4.230                     |         | 36        | 152       | 10         |
| 2023 | 231.580     | 1.583.300   | 14,6        | 50         | 16         | 34         | 4.631                     | 4       | 38        | 22        | 29         |